# Dwór Chłapowskich w Rzeszowie
Dwór Chłapowskich w Rzeszowie – zespół dworski obejmujący budynek dworu, park, rządcówkę, domek myśliwski, stajnie, oborę, spichlerz i bramę zlokalizowany jest przy ulicy Powstańców Śląskich we wschodniej dzielnicy miasta – Słocinie.
Majątek należał do rodziny Dezyderego Chłapowskiego.
Główny budynek charakteryzuje się nieregularną bryłą o zróżnicowanej wysokości. Część wejściowa, to niska symetryczna bryła na planie prostokąta, powstała na początku XIX wieku. Około 50 lat później dobudowano zachodnie wyższe skrzydło. Po wojnie mieścił się tu dom dziecka. Obecnie dworek popada w ruinę. Po przejęciu nieruchomości przez magistrat, radni zdecydowali, że pod koniec maja 2008 roku dworek zostanie przekazany w ramach rekompensaty rzeszowskiej kurii. Otaczający dwór park pozostał jednak publicznie dostępnym ogrodem miejskim.